# Konvergenzkriterium von Pringsheim
Die Konvergenzkriterium von Pringsheim oder auch Hauptkriterium von Pringsheim ist ein Kriterium über das Konvergenzverhalten von unendlichen Kettenbrüchen. Es geht zurück auf den deutschen Mathematiker Alfred Pringsheim und gehört zu den klassischen Lehrsätzen der Kettenbruchlehre innerhalb der Analytischen Zahlentheorie. In der englischsprachigen Fachliteratur wird das Kriterium auch unter dem Namen Śleszyński-Pringsheim's theorem (u. Ä.) geführt, wobei der erstgenannte Name auf den polnisch-russischen Mathematiker Ivan Śleszyński (1854–1931) verweist, der dieses Kriterium ebenfalls und schon vor Pringsheim gefunden hatte. Es gibt Hinweise darauf, dass Alfred Pringsheim die entsprechende Veröffentlichung von Ivan Śleszyński möglicherweise kannte, als er seine Veröffentlichung im Jahre 1898 machte. Anzufügen ist hier aber auch der Hinweis von Oskar Perron im Band II seiner Lehre von den Kettenbrüchen, wonach der wesentliche Inhalt dieses Satzes schon in dem Lehrbuch der algebraischen Analysis von Moritz Abraham Stern (Leipzig 1860) zu finden ist.

## Formulierung der Kriteriums

### Teil I
Für zwei Folgen komplexer Zahlen {\displaystyle (a_{i})_{i=1,2,3\dots }} und {\displaystyle (b_{i})_{i=1,2,3\dots }} mit der Eigenschaft, dass die Ungleichungen
{\displaystyle |b_{i}|\geq |a_{i}|+1}   {\displaystyle (i=1,2,3\dots )}
erfüllt sind, ist der zugehörige Kettenbruch
{\displaystyle {\underset {i=1}{\overset {\infty }{\mathbf {K} }}}{\frac {a_{i}}{b_{i}}}={\cfrac {a_{1}}{b_{1}+{\cfrac {a_{2}}{b_{2}+{\cfrac {a_{3}}{b_{3}+\ddots }}}}}}}
stets konvergent. Das bedeutet:
Die Folge der Näherungsbrüche
{\displaystyle f_{n}={\cfrac {a_{1}}{b_{1}+{\cfrac {a_{2}}{b_{2}+{\cfrac {a_{3}}{\ddots +{\cfrac {a_{n}}{b_{n}}}}}}}}}}   {\displaystyle (n=1,2,3,\dots )}
ist eine konvergente Folge und der durch sie eindeutig bestimmte Grenzwert {\displaystyle f\in \mathbb {C} } mit
  {\displaystyle f=\lim _{n\to \infty }f_{n}={\cfrac {a_{1}}{b_{1}+{\cfrac {a_{2}}{b_{2}+{\cfrac {a_{3}}{b_{3}+\ddots }}}}}}}
ist der Wert des zugehörigen Kettenbruchs.

### Teil II
Im Falle, dass die oben genannte Bedingung erfüllt ist, gilt stets
{\displaystyle |f_{n}|<1}   {\displaystyle (n=1,2,3\dots )}   und damit   {\displaystyle |f|\leq 1}.

### Teil III
Der Grenzfall   {\displaystyle |f|=1}   liegt dann und nur dann vor, wenn folgende drei Bedingungen erfüllt sind:
(IIIa)   {\displaystyle |b_{i}|={|a_{i}|+1}}   {\displaystyle (i=1,2,3\dots )}
(IIIb)   Alle   {\displaystyle {\frac {a_{i+1}}{{b_{i}}\cdot {b_{i+1}}}}}   {\displaystyle (i=1,2,3\dots )} sind negative reelle Zahlen.
(IIIc) Die Reihe   {\displaystyle {\sum _{i=1}^{\infty }{|a_{1}\cdot a_{2}\cdots a_{i}|}}}   ist divergent.
In diesem Grenzfall hat der Kettenbruch den Wert  {\displaystyle f={\frac {a_{1}\cdot |b_{1}|}{|a_{1}|\cdot b_{1}}}}.

## Folgerungen
Aus dem Konvergenzkriterium von Pringsheim lassen sich mehrere weitere Konvergenzkriterien ableiten. Dazu zählen die folgenden:

### Folgerung I: Der Satz von Worpitzky
Für eine Folge komplexer Zahlen   {\displaystyle (a_{i})_{i=1,2,3\dots }}  , die in allen Folgengliedern die Ungleichung
{\displaystyle |a_{i}|\leq {\frac {1}{4}}}   {\displaystyle (i=1,2,3\dots )}
erfüllt, ist der Kettenbruch
{\displaystyle {\underset {i=1}{\overset {\infty }{\mathbf {K} }}}{\frac {a_{i}}{1}}={\cfrac {a_{1}}{1+{\cfrac {a_{2}}{1+{\cfrac {a_{3}}{1+\ddots }}}}}}}
stets konvergent.
Dabei gilt für die Näherungsbrüche   {\displaystyle f_{n}}   {\displaystyle (i=1,2,3\dots )}   stets
{\displaystyle |f_{n}|<{\frac {1}{2}}}
und dementsprechend für den Wert   {\displaystyle f}   des Kettenbruchs
{\displaystyle |f|\leq {\frac {1}{2}}}.
Der Satz von Worpitzky wurde im Jahre 1865 von Julius Worpitzky veröffentlicht und gilt als das erste Konvergenzkriterium für Kettenbrüche mit Elementen der komplexen Ebene.

### Folgerung II: Weiteres Konvergenzkriterium von Pringsheim
Durch Spezialisierung findet man mit dem Konvergenzkriterium von Pringsheim ein weiteres, das Alfred Pringsheim in seiner Arbeit Über die Konvergenz unendlicher Kettenbrüche in den Sitzungsberichten der Bayerischen Akademie der Wissenschaften von 1898 selbst formuliert hat und das wie folgt lautet:
Für eine Folge komplexer Zahlen   {\displaystyle (b_{i})_{i=1,2,3\dots }}  , die in allen Folgengliedern die Ungleichung
{\displaystyle {{\frac {1}{|b_{2i-1}|}}+{\frac {1}{|b_{2i}|}}}\leq 1}   {\displaystyle (i=1,2,3\dots )}
erfüllt, ist der reguläre Kettenbruch
{\displaystyle {\underset {i=1}{\overset {\infty }{\mathbf {K} }}}{\frac {1}{b_{i}}}={\cfrac {1}{b_{1}+{\cfrac {1}{b_{2}+{\cfrac {1}{b_{3}+\ddots }}}}}}}
stets konvergent.
Dieses weitere Konvergenzkriterium von Pringsheim ist beispielsweise immer anwendbar für den Fall, dass alle Teilnenner   {\displaystyle b_{i}}   {\displaystyle (i=1,2,3\dots )} mindestens den Betrag 2 haben.

## Zugehörige Kriterien: Die Sätze von Stern-Stolz und von Seidel-Stern sowie der Konvergenzsatz von Tietze
Im Falle der regulären unendlichen Kettenbrüche existieren hinsichtlich der Frage der Konvergenz und Divergenz einige Kriterien, die als Ergänzung zum pringsheimschen Konvergenzkriterium immer wieder zum Tragen kommen. Dazu zählen die im Folgenden dargestellten Sätze, die neben diesem zu den klassischen Resultaten der Kettenbruchkonvergenztheorie zählen.

### Satz von Stern-Stolz
Der Satz von Stern-Stolz formuliert eine sehr allgemeine Bedingung für die Divergenz regulärer unendlicher Kettenbrüche und lautet wie folgt:
Ein beliebiger komplexer Kettenbruch
{\displaystyle {{\underset {i=1}{\overset {\infty }{\mathbf {K} }}}{\frac {1}{b_{i}}}}}
zu einer Folge komplexer Zahlen   {\displaystyle b_{i}\in \mathbb {C} }   {\displaystyle (i=1,2,3\dots )}
ist divergent, wenn die zugehörige Reihe
{\displaystyle \sum _{i=1}^{\infty }b_{i}}
absolut konvergent ist. D. h.: Für die Konvergenz des Kettenbruchs ist es stets notwendig, dass
{\displaystyle \sum _{i=1}^{\infty }{|b_{i}|}=\infty }
gilt.
Dieses Kriterium geht auf Moritz Abraham Stern und Otto Stolz zurück.

### Satz von Seidel-Stern
Der Satz von Seidel-Stern verschärft den Satz von Stern-Stolz für den Fall regulärer unendlicher Kettenbrüche mit durchweg positiven Teilnennern, indem er die zuletzt genannte Bedingung sogar als notwendige und hinreichende Bedingung ausweist. Er lautet also:
Für eine Folge positiver reeller Zahlen   {\displaystyle (b_{i})_{i=1,2,3\dots }}   konvergiert der Kettenbruch
{\displaystyle {{\underset {i=1}{\overset {\infty }{\mathbf {K} }}}{\frac {1}{b_{i}}}}}
dann und nur dann, wenn die zugehörige Reihe
{\displaystyle \sum _{i=1}^{\infty }b_{i}}
divergiert.
Dieses Kriterium geht auf Philipp Ludwig von Seidel und Moritz Abraham Stern zurück. Es kommt zum Tragen, wenn die in Teil I des pringsheimschen Kriteriums genannte Ungleichung nicht durchgängig erfüllbar ist, jedoch in Verbindung mit der vorausgesetzten Positivität der Teilnenner durch die Reihendivergenzbedingung ersetzt werden kann.

### Konvergenzsatz von Tietze
Der Konvergenzsatz von Tietze behandelt ebenfalls das Konvergenzverhalten unendlicher Kettenbrüche. Er geht zurück auf den deutschen Mathematiker Heinrich Tietze und besagt Folgendes:
Es seien zwei Folgen reeller Zahlen   {\displaystyle (a_{i})_{i=1,2,3\dots }}   und   {\displaystyle (b_{i})_{i=0,1,2,3\dots }}   gegeben, die für alle Indizes   {\displaystyle i\in \mathbb {N} }   den folgenden drei Bedingungen genügen:
  (I)   {\displaystyle |a_{i}|=1}
  (II)   {\displaystyle b_{i}\geq 1}
  (III)   {\displaystyle b_{i}+a_{i+1}\geq 1}
Dann ist der zugehörige Kettenbruch
  (*)   {\displaystyle b_{0}+{\underset {i=1}{\overset {\infty }{\mathbf {K} }}}{\frac {a_{i}}{b_{i}}}}
stets konvergent. Die Folge der Näherungsbrüche
{\displaystyle f_{n}=b_{0}+{\cfrac {a_{1}}{b_{1}+{\cfrac {a_{2}}{b_{2}+{\cfrac {a_{3}}{\ddots +{\cfrac {a_{n}}{b_{n}}}}}}}}}}   {\displaystyle (n=0,1,2,3,\dots )}
konvergiert dabei in   {\displaystyle \mathbb {R} }   gegen den Grenzwert
{\displaystyle f=\lim _{n\to \infty }f_{n}=b_{0}+{\cfrac {a_{1}}{b_{1}+{\cfrac {a_{2}}{b_{2}+{\cfrac {a_{3}}{b_{3}+\ddots }}}}}}}
und dabei gilt
{\displaystyle b_{0}<f\leq b_{0}+1}, falls   {\displaystyle a_{1}=1},
bzw.
{\displaystyle b_{0}-1\leq f<b_{0}}, falls   {\displaystyle a_{1}=-1}   .
Darüber hinaus erfüllen die Nenner   {\displaystyle B_{n}}   der Näherungsbrüche   {\displaystyle f_{n}}     {\displaystyle (n=0,1,2,3\dots )}   stets die Ungleichung
{\displaystyle B_{n}\geq 1}
und es ist
{\displaystyle \lim _{n\to \infty }B_{n}=\infty }.

#### Zusammenhang mit Irrationalität
Ausgehend vom Konvergenzsatz von Tietze lassen sich Irrationalitätsaussagen erzielen. Wie schon Heinrich Tietze selbst bewies, konvergiert jeder unendliche Kettenbruch der Form   (*)   stets – mit einer einzigen Ausnahme! – gegen eine irrationale Zahl   {\displaystyle f}, sofern man die Bedingungen wie folgt verschärft:
  (Ia)   {\displaystyle |a_{i}|=1}
  (IIb)   {\displaystyle b_{0}\in \mathbb {Z} }  ,   (IIa)   {\displaystyle b_{i}\in \mathbb {N} }
  (IIIa)   {\displaystyle a_{i+1}=1}  , sofern   {\displaystyle b_{i}=1}
  {\displaystyle (i=1,2,3\dots )}
Die Ausnahme liegt dann vor, wenn ab einem Index   {\displaystyle i_{0}}   für alle Indizes   {\displaystyle i>i_{0}}   zusätzlich die folgende Ausnahmebedingung   (A)   erfüllt ist:
  (A)   {\displaystyle a_{i}=-1},   {\displaystyle b_{i}=2}
In diesem Ausnahmefall ist der Grenzwert   {\displaystyle f}   eine rationale Zahl.

## Beispiele und Anwendung

### Beispiel I
Nach dem Konvergenzkriterium von Pringsheim konvergiert der folgende unendliche Kettenbruch:
{\displaystyle {\begin{aligned}g&={\underset {i=1}{\overset {\infty }{\mathbf {K} }}}{\frac {i}{i+1}}\\&={\cfrac {1}{2+{\cfrac {2}{3+{\cfrac {3}{4+{\cfrac {4}{\;\,\ddots }}}}}}}}\\\end{aligned}}}
Da   (IIIb)   nicht erfüllt ist, ist   Teil III   nicht anwendbar. Vielmehr ist
{\displaystyle g={\frac {1}{e-2}}-1=0{,}3922111911773330\dotso }  ,
wie sich aus den von Leonhard Euler und Ernesto Cesàro gefundenen Kettenbruchentwicklungen der eulerschen Zahl   {\displaystyle e}   ergibt. Daher ist wegen der Transzendenz der eulerschen Zahl die Zahl   {\displaystyle g}   ebenfalls eine transzendente Zahl.

### Beispiel II
Nach dem Konvergenzkriterium von Pringsheim und sogar nach der oben genannten Folgerung II konvergiert genauso der reguläre Kettenbruch
{\displaystyle {\begin{aligned}h&={\underset {i=1}{\overset {\infty }{\mathbf {K} }}}{\frac {1}{i+1}}\\&={\cfrac {1}{2+{\cfrac {1}{3+{\cfrac {1}{4+{\cfrac {1}{\;\,\ddots }}}}}}}}\\\end{aligned}}} .
Hier ist
{\displaystyle h={\frac {1}{c_{1}}}-1=0{,}433127426\dotso }  ,
wobei   {\displaystyle c_{1}=0{,}6977746579\dotso }   eine Konstante darstellt, die mit der sogenannten Euler-Gompertz-Konstanten verwandt ist. Wie Carl Ludwig Siegel gezeigt hat, gehört auch   {\displaystyle c_{1}}   zu den transzendenten Zahlen. Also ergibt sich auch hier, dass die Zahl   {\displaystyle h}   transzendent ist.

### Beispiel III
Nach der oben genannten Folgerung II konvergiert schließlich auch für beliebiges {\displaystyle z\in \mathbb {C} } ,   {\displaystyle |z|\geq 2}   immer der folgende unendliche Kettenbruch:
{\displaystyle {\begin{aligned}f(z)&={\underset {i=1}{\overset {\infty }{\mathbf {K} }}}{\frac {1}{z}}\\&={\cfrac {1}{z+{\cfrac {1}{z+{\cfrac {1}{z+\ddots }}}}}}\\\end{aligned}}}
Hierfür gilt:
{\displaystyle {\begin{aligned}f(z)&={\frac {1}{z+f(z)}}\\&={\frac {{\sqrt {z^{2}+4}}-z}{2}}\\\end{aligned}}}   .
Insbesondere ergibt sich für   {\displaystyle z=2}  :
{\displaystyle {\begin{aligned}f(2)&={\frac {{\sqrt {8}}-2}{2}}\\&={\sqrt {2}}-1\\\end{aligned}}}
und so
{\displaystyle {\begin{aligned}{\sqrt {2}}&=1+{{\underset {i=1}{\overset {\infty }{\mathbf {K} }}}{\frac {1}{2}}}\\&=1+{\cfrac {1}{2+{\cfrac {1}{2+{\cfrac {1}{2+\ddots }}}}}}\\\end{aligned}}}   .

### Beispiel IV
Wenn man in Beispiel III   {\displaystyle z=1}   einsetzt, so erhält man ebenfalls einen konvergenten unendlichen Kettenbruch   {\displaystyle \psi }, wobei hier die Konvergenz zwar nicht durch das Konvergenzkriterium von Pringsheim, jedoch durch das Seidel-Sternsche Kriterium gesichert ist.
Es gilt nämlich
{\displaystyle {\begin{aligned}\psi &={{\underset {i=1}{\overset {\infty }{\mathbf {K} }}}{\frac {1}{1}}}\\&=1+{\cfrac {1}{1+{\cfrac {1}{1+{\cfrac {1}{1+\ddots }}}}}}\\&={\frac {{\sqrt {5}}-1}{2}}\\&={\frac {1}{\Phi }}\\\end{aligned}}},
wobei   {\displaystyle \Phi }   für die Goldene Zahl steht.

### Gegenbeispiel
Wird in Beispiel III   {\displaystyle z={\mathrm {i} }}   gesetzt, also gleich der imaginären Einheit, so erhält man keinen konvergenten unendlichen Kettenbruch. Der unendliche Kettenbruch
{\displaystyle {\begin{aligned}f(z)&={\underset {n=1}{\overset {\infty }{\mathbf {K} }}}{\frac {1}{\mathrm {i} }}\\&={\cfrac {1}{{\mathrm {i} }+{\cfrac {1}{{\mathrm {i} }+{\cfrac {1}{{\mathrm {i} }+\ddots }}}}}}\\\end{aligned}}}
ist also divergent, obwohl die Reihe
{\displaystyle \sum _{n=1}^{\infty }b_{n}}
mit   {\displaystyle b_{n}={\mathrm {i} }}   {\displaystyle (n=1,2,3\dots )}   selbst auch divergiert.
Dies zeigt, dass der Satz von Stern-Stolz im Allgemeinen nur eine notwendige, jedoch keine hinreichende Bedingung für die Konvergenz von regulären unendlichen Kettenbrüchen angibt.

### Anwendung: Darstellung reeller Zahlen durch negativ-regelmäßige Kettenbrüche
Ein unendlicher reeller Kettenbruch der Form
(*) {\displaystyle b_{0}+{{\underset {i=1}{\overset {\infty }{\mathbf {K} }}}{\frac {-1}{b_{i}}}}=b_{0}-{\cfrac {1}{b_{1}-{\cfrac {1}{b_{2}-{\cfrac {1}{b_{3}-\ddots }}}}}}}
zu natürlichen Zahlen     {\displaystyle b_{i}\in \mathbb {N} }   mit   {\displaystyle b_{i}\geq 2}   {\displaystyle (i=1,2,3\dots )}   und zu ganzzahligem Anfangsglied  {\displaystyle b_{0}\in \mathbb {Z} }   heißt nach Alfred Pringsheim negativ-regelmäßig.
Die Namensgebung erklärt sich aus der engen Verwandtschaft mit den regelmäßigen Kettenbrüchen, die Pringsheim in seinen Vorlesungen über Zahlen- und Funktionenlehre ebenfalls behandelt.
Jeder unendliche negativ-regelmäßige Kettenbruch ist nach dem pringsheimschen Konvergenzkriterium konvergent.
Ausgehend davon erhält man den folgenden Darstellungssatz:

#### Formulierung des Darstellungssatzes
Die Menge der unendlichen negativ-regelmäßigen Kettenbrüche und die Menge der reellen Zahlen stehen in Bijektion zueinander in der Weise, dass jede reelle Zahl   {\displaystyle \xi \in \mathbb {R} }   durch einen unendlichen negativ-regelmäßigen Kettenbruch der Form (*) darstellbar ist, wobei die Folge der Teilnenner   {\displaystyle (b_{i})_{i=0,1,2,3\dots }}   durch   {\displaystyle \xi }   eindeutig bestimmt ist.

#### Zusatz I: Algorithmus zur Bestimmung der Teilnenner
Die Teilnenner lassen sich durch folgenden Algorithmus gewinnen:
Für allgemeines   {\displaystyle x\in \mathbb {R} }   sei
{\displaystyle G(x)}
die kleinste ganze Zahl größer {\displaystyle x}. Man hat also stets
{\displaystyle x<G(x)\leq x+1}
und damit unter Benutzung der Gaußklammerfunktion
{\displaystyle G(x)={\lfloor x\rfloor }+1}   .
Folglich ist stets
{\displaystyle {\frac {1}{G(x)-x}}\geq 1}   .
Damit wird zunächst mittels Rekursion eine Folge   {\displaystyle (x_{i})_{i=0,1,2,3\dots }}   definiert:
{\displaystyle x_{0}:=\xi }
{\displaystyle x_{i}:={\frac {1}{G(x_{i-1})-x_{i-1}}}}   {\displaystyle (i=1,2,3\dots )}
Dann setzt man
{\displaystyle b_{i}:=G(x_{i})}   {\displaystyle (i=0,1,2,3\dots )}  .

#### Zusatz II: Unterscheidung rationaler und irrationaler Zahlen
Eine rationale Zahl   {\displaystyle \xi \in \mathbb {Q} }   ist dadurch gekennzeichnet, dass in ihrer Darstellung (*) ab einem gewissen Index   {\displaystyle i_{\xi }\in \{0,1,2,3\dots \}} für   {\displaystyle i\geq i_{\xi }}     jeder Teilnenner   {\displaystyle b_{i}=2}   ist, während sich eine irrationale Zahl   {\displaystyle \xi \in {\mathbb {R} \setminus \mathbb {Q} }}   dadurch auszeichnet, dass in ihrer Darstellung (*) unendlich viele Teilnenner   {\displaystyle b_{i_{k}}\geq 3}   sind   {\displaystyle (k=0,1,2,3\dots )}.

#### Formulierung des Darstellungssatzes
Die Menge der unendlichen negativ-regelmäßigen Kettenbrüche und die Menge der reellen Zahlen stehen in Bijektion zueinander in der Weise, dass jede reelle Zahl   {\displaystyle \xi \in \mathbb {R} }   durch einen unendlichen negativ-regelmäßigen Kettenbruch der Form (*) darstellbar ist, wobei die Folge der Teilnenner   {\displaystyle (b_{i})_{i=0,1,2,3\dots }}   durch   {\displaystyle \xi }   eindeutig bestimmt ist.

#### Periodische negativ-regelmäßige Kettenbruchdarstellungen
Eine reelle Zahl {\displaystyle x} mit der periodischen negativ-regelmäßige Kettenbruchdarstellung
{\displaystyle x=-{\cfrac {1}{b_{1}-{\cfrac {1}{b_{2}-{\cfrac {1}{\cdots -{\cfrac {1}{b_{n}-{\cfrac {1}{b_{1}-{\cfrac {1}{b_{2}-{\cfrac {1}{\ldots -{\cfrac {1}{b_{n}-\dotsb }}}}}}}}}}}}}}}}}
ist Nullstelle des charakteristischen Polynoms {\displaystyle Q_{n-1}\cdot x^{2}+(Q_{n}-P_{n-1})\cdot x-P_{n}=0}, wenn der Kettenbruch konvergiert.
Für die negativ-regelmäßige Kettenbruchdarstellung gilt
{\displaystyle x=-{\cfrac {1}{b_{1}-{\cfrac {1}{b_{2}-{\cfrac {1}{\cdots -{\cfrac {1}{b_{n}+x}}}}}}}}={\frac {P_{n-1}\cdot x+P_{n}}{Q_{n-1}\cdot x+Q_{n}}}{}}
Der Kettenbruch konvergiert genau dann, wenn {\displaystyle Q_{n-1}\neq 0} und {\displaystyle P_{n-1}+Q_{n}=\pm 2} 
Für spezielle Quadratwurzeln kann die Darstellung als periodischer negativ-regelmäßiger Kettenbruch explizit bestimmt werden. Für alle positiven ganzen Zahlen {\displaystyle a} gilt
{\displaystyle {\sqrt {a^{2}-1}}=[a;{\overline {2\cdot a}}]}
{\displaystyle {\sqrt {a^{2}-2}}=[a;{\overline {a,2\cdot a}}]}
{\displaystyle {\sqrt {a^{2}+1}}=[a+1;{\overline {2}}]}
{\displaystyle {\sqrt {a\cdot (a+1)}}=[a+1;{\overline {2,2\cdot a+2}}]}

#### Beispiele für negativ-regelmäßige Kettenbruchdarstellungen
Folgende Beispiele lassen sich angeben:
1. Darstellung der 1
{\displaystyle 1=2-{\cfrac {1}{2-{\cfrac {1}{2-{\cfrac {1}{2-{\cfrac {1}{2-{\cfrac {1}{2-{\cfrac {1}{2-{\cfrac {1}{2-{\cfrac {1}{2-\dotsb }}}}}}}}}}}}}}}}}
Dies folgt wegen {\displaystyle -1=1-2} direkt aus Teil III des pringsheimschen Kriteriums.
2. Darstellung der Wurzel aus 2
{\displaystyle {\sqrt {2}}=2-{\cfrac {1}{2-{\cfrac {1}{4-{\cfrac {1}{2-{\cfrac {1}{4-{\cfrac {1}{2-{\cfrac {1}{4-{\cfrac {1}{2-{\cfrac {1}{4-\dotsb }}}}}}}}}}}}}}}}}
3. Darstellung der Wurzel aus 3
{\displaystyle {\sqrt {3}}=2-{\cfrac {1}{4-{\cfrac {1}{4-{\cfrac {1}{4-{\cfrac {1}{4-{\cfrac {1}{4-{\cfrac {1}{4-{\cfrac {1}{4-{\cfrac {1}{4-\dotsb }}}}}}}}}}}}}}}}}
4. Darstellung der Wurzel aus 7
{\displaystyle {\sqrt {7}}=3-{\cfrac {1}{3-{\cfrac {1}{6-{\cfrac {1}{3-{\cfrac {1}{6-{\cfrac {1}{3-{\cfrac {1}{6-{\cfrac {1}{3-{\cfrac {1}{6-\dotsb }}}}}}}}}}}}}}}}}
5. Darstellungen zur goldenen Zahl
(a) {\displaystyle {\begin{aligned}{\Phi }&={\frac {{\sqrt {5}}+1}{2}}\\&=2-{\cfrac {1}{3-{\cfrac {1}{3-{\cfrac {1}{3-{\cfrac {1}{3-{\cfrac {1}{3-{\cfrac {1}{3-{\cfrac {1}{3-{\cfrac {1}{3-\dotsb }}}}}}}}}}}}}}}}\\\end{aligned}}}
(b) {\displaystyle {\begin{aligned}{\frac {1}{\Phi }}&={\Phi }-1\\&={\frac {{\sqrt {5}}-1}{2}}\\&=1-{\cfrac {1}{3-{\cfrac {1}{3-{\cfrac {1}{3-{\cfrac {1}{3-{\cfrac {1}{3-{\cfrac {1}{3-{\cfrac {1}{3-{\cfrac {1}{3-\dotsb }}}}}}}}}}}}}}}}\\\end{aligned}}}